# Кафоли Супериоре
Кафоли Супериоре (итал. Cafoli Superiore) је насеље у Италији у округу Ређо ди Калабрија, региону Калабрија.
Према процени из 2011. у насељу је живело 36 становника. Насеље се налази на надморској висини од 218 м.